# Eleição presidencial da Costa do Marfim em 2015
A eleição presidencial marfinense de 2015 ocorreu em 25 de outubro. O presidente em exercício, Alassane Ouattara, filiado ao Reagrupamento dos Republicanos, reelegeu-se para um segundo mandato consecutivo com uma margem de votos arrasadora, obtendo 83.66% dos votos válidos. Seu principal adversário, o ex-primeiro-ministro, Pascal Affi N'Guessan, conquistou somente 9.29% dos votos em uma disputa eleitoral decidida logo no primeiro turno.

## Resultados eleitorais
| Candidato                  | Partido                        | Votos válidos | %     |
| -------------------------- | ------------------------------ | ------------- | ----- |
| Alassane Ouattara          | Reagrupamento dos Republicanos | 2 618 229     | 83.66 |
| Pascal Affi N'Guessan      | Frente Popular Marfinense      | 290 780       | 9.29  |
| Kouadio Konan Bertin       | Independente                   | 121 386       | 3.88  |
| Demais candidatos          | Demais partidos                | 99 347        | 3.17  |
| Total de votos válidos     | Total de votos válidos         | 3 129 742     | 93.96 |
| Votos em branco/nulos      | Votos em branco/nulos          | 201 186       | 6.04  |
| Total de votos registrados | Total de votos registrados     | 3 330 928     | 100   |
| Eleitorado apto a votar    | Eleitorado apto a votar        | 6 301 189     | 52.86 |